# Stanisław Koczwara
Stanisław Koczwara (ur. 23 listopada 1958) – polski duchowny katolicki, kapłan diecezji zamojsko-lubaczowskiej, doktor habilitowany, były wykładowca Katolickiego Uniwersytetu Lubelskiego Jana Pawła II, specjalność naukowa: archeologia chrześcijańska, dzieje Kościoła w starożytności.

## Życiorys
Pochodzi ze Stalowej Woli. 15 grudnia 1984 otrzymał w Lublinie święcenia kapłańskie. Został duchownym diecezji zamojsko-lubaczowskiej.
W 1993 na podstawie napisanej pod kierunkiem Jana Śrutwy rozprawy pt. Likwidacja schizmy akacjańskiej uzyskał na Wydziale Teologii KUL stopień naukowy doktora nauk teologicznych. Otrzymał także stopień naukowy doktora habilitowanego.
Był nauczycielem akademickim w Instytucie Historii Kościoła Katolickiego Uniwersytetu Lubelskiego Jana Pawła II. Arcybiskup Józef Życiński pozbawił go misji kanonicznej „za nauczanie niezgodne z papieską wizją Kościoła i antysemickie wypowiedzi”. Wcześniej odwołano go ze stanowiska wykładowcy Metropolitalnego Seminarium Duchownego w Lublinie. Otrzymał także zakaz wygłaszania kazań w kościele akademickim KUL.
Został profesorem Instytutu Teologicznego w Wilnie, który nie miał na Litwie statusu szkoły wyższej i został zlikwidowany w 2016.
W marcu 2021 został upomniany przez diecezję zamojsko-lubaczowską za to, że podczas mszy świętej zaczął obwiniać ofiary księży-pedofilów o ataki na Kościół.